# Straiton
Straiton är en ort i Storbritannien.   Den ligger i kommunen South Ayrshire och riksdelen Skottland, i den centrala delen av landet, 500 km nordväst om huvudstaden London. Straiton ligger 179 meter över havet och antalet invånare är 196.
Terrängen runt Straiton är kuperad söderut, men norrut är den platt. Runt Straiton är det glesbefolkat, med 10 invånare per kvadratkilometer. Närmaste större samhälle är Ayr, 18,8 km norr om Straiton. I omgivningarna runt Straiton växer i huvudsak blandskog.